# Habitatge al carrer Manlleu, 61 (Vic)
L'Habitatge al carrer Manlleu, 61 era una obra eclèctica de Vic (Osona) inclosa a l'Inventari del Patrimoni Arquitectònic de Catalunya.

## Descripció
Edifici civil. Casa entre mitgera. Constava de PB i tres pisos, coberta a dues vessants amb teula aràbiga. A la planta s'hi obrien dos portals formant arcs escarsers de dovelles, un de més ampli que l'altre, l'estret era allindat i tenia una bonica reixa de ferro datada (1878). Els tres pisos d'estructura simètrica presentaven una gradació d'obertures que disminuïen amb l'alçada. Presentaven un balcó amb barana de ferro forjat i llinda rectangular (1er de pedra, les altres d'estuc) i una finestra. Hi havia un petit ràfec a la part superior que forma una mena de cornisa.
En una de les finestres degut al mal estat de l'estucat s'hi entreveia l'arc de descàrrega de totxo. L'estat de conservació era força dolent.
Aquest edifici va ser enderrocat, i actualment hi ha un edifici nou.

## Història
Edifici que segurament ja existia al S.XVIII, el posterior corresponia a la reforma de 1878 en la qual se li afegiren dos pisos. Situat a l'antic camí itinerant que comunicava la ciutat amb el sector nord, va començar a créixer al S.XII, al XIII anà creixent com a raval. Al llarg dels segles s'hi van construir diversos edificis religiosos: l'edifici gòtic de Santa Clara nova i també els Carmelitans. Al S.XVII passà a formar part de l'eixampla barroca que al S.XVIII es va estendre pel barri de Santa Eulàlia i al S.XIX amb la construcció d'edificis a l'horta d'en Xandri fins al C/ DE Gurb.